# Ariadna Sintes
Ariadna Sintes (Havana, 7 de outubro de 1986) é uma actriz cubano-espanhola.
Instalou-se em São Sebastião em 2000, e estudou cinematografia em Andoain e teatro em São Sebastião.

## TV
- Maras (2011)
- HKM (2008-2009)
- Mi querido Klikowsky (2007)
- Desde Ahora (1990)